# Balta torresiana
Balta torresiana är en kackerlacksart som beskrevs av Morgan Hebard 1943. Balta torresiana ingår i släktet Balta och familjen småkackerlackor. Inga underarter finns listade.